# Patinoire d'Aoste
La patinoire d'Aoste se situe dans la localité de Tzambarlet, dans la périphérie sud-ouest de la ville d'Aoste, en Vallée d'Aoste.

## Description
Outre aux matchs de hockey sur glace, les dimensions de la patinoire selon le format olympique de 60 x 30 permettent le déroulement de compétitions de short-track et de patinage artistique.

## Histoire
La patinoire d'Aoste accueille les matchs internes du Hockey Club Ares Sport Aoste.